# Max Harteck
Max Harteck (* 5. November 1874; † 10. Dezember 1933 in Stuttgart) war ein deutscher Journalist und Staatsbeamter. Er amtierte u. a. von 1931 bis 1932 als stellvertretender Leiter der Pressestelle des Preußischen Staatsministeriums.

## Leben und Tätigkeit
Harteck war von Beruf ursprünglich Journalist. Von 1908 bis 1918 war er Chefredakteur der Westfälischen Neuesten Nachrichten.
Nach dem Ersten Weltkrieg gehörte Harteck politisch der Deutschen Demokratischen Partei an. Nachdem er in der Folgezeit einige Jahre in der Reichsfinanzverwaltung tätig gewesen war, wurde er 1923 vom damaligen stellvertretenden Leiter der Pressestelle im Preußischen Staatsministerium Jakob Scherek als journalistischer Mitarbeiter in diese geholt. In dieser unterstand er Hans Goslar und erhielt er den Rang eines Regierungsrats. Nachdem Scherek 1927 bei einer Darmoperation gestorben war, rückte Hermann Katzenberger in die Stellung des stellvertretenden Leiters der Pressestelle auf. Diesem folgte 1928 Werner Peiser. Nachdem auch dieser Anfang 1931 aus der Pressestelle ausgeschieden war, wurde Harteck zum stellvertretenden Leiter der Pressestelle ernannt. 
Im August 1931 wurde Harteck in seiner Eigenschaft als Vertreter des Leiters der Pressestelle des preußischen Staatsministeriums zum Oberregierungsrat befördert.
Nach der zwangsweisen Absetzung der sozialdemokratisch geführten Regierung des Landes Preußen am 20. Juli 1932 (Preußenschlag) durch die Reichsregierung unter Franz von Papen und die Einsetzung einer neuen Regierung von durch die Reichsregierung bestellten Kommissaren wurde Harteck im Zuge des konservativen personellen Umbaus der höheren Verwaltung in Preußen seiner Stellung enthoben. Am 27. Oktober 1932 wurde er in den Ruhestand versetzt.
Seit 1933 war Harteck wieder in der Finanzverwaltung tätig. Er wurde seit diesem Jahr beim Finanzamt in Stuttgart verwendet. Er starb noch 1933 und wurde auf dem Pragfriedhof beigesetzt.

## Ehe und Familie
Harteck war verheiratet mit Frieda, geb. Rosenberg (* 6. Februar 1889 in Hagen). Diese wurde am 1. Dezember von Stuttgart nach Riga-Jungfernhof, einem Außenlager des Ghettos Riga deportiert. Dort starb sie am 26. März 1942.

## Schriften
- Damaschke und die Bodenreform. Aus dem Leben eines Volksmannes, Deutsche Buch-Gemeinschaft, Berlin 1929.